# Hudson Hawk
Hudson Hawk is een Amerikaanse actiekomediefilm uit 1991, geregisseerd door Michael Lehmann. In de hoofdrol Bruce Willis en tevens co-auteur van het verhaal. Andere acteurs zijn Danny Aiello, Andie MacDowell, James Coburn, David Caruso, Lorraine Toussaint, Frank Stallone, Richard E. Grant en Sandra Bernhard.
De live-action film maakt veel gebruik van slapstick in cartoonstijl, inclusief geluidseffecten, die de surrealistische humor van de film versterken. De plot combineert materiaal van complottheorieën, geheime genootschappen en historische mysteries, evenals bizarre "clockpunk"-technologie met de Coburns Our Man Flint-films uit de jaren 1960 als voorbeeld.
Een terugkerend onderdeel van de plot zijn Hudson en zijn partner Tommy "Five-Tone" (Aiello) die liedjes zingen gezamenlijk en afgescheiden van elkaar, om de tijd van hun acties te synchroniseren.
De film was een flop en werd neergesabeld door filmcritici. Bij de Golden Raspberry Awards in 1991 "won" de film de Raspberry's voor slechtste film, slechtste regisseur en slechtste scenario.

## Verhaal
Het verhaal begint met Eddie "Hudson Hawk" Hawkins (Bruce Willis), een meesterinbreker en kluiskraker, die een poging doet om zijn eerste dag van zijn voorwaardelijk vrij uit de gevangenis te vieren met een cappuccino. Voordat hij het kan krijgen wordt hij gechanteerd door verschillende entiteiten, waaronder zijn eigen reclasseringsambtenaar, een kleine Newark-familiemaffia onder leiding van Cesar Mario, en de CIA in het doen van een aantal gevaarlijke kunststukjes. De hele film door doet Hudson pogingen om te genieten van een cappuccino, maar wordt elke keer verijdeld.
Diegene die de verschillende touwtjes steeds in handen blijken te hebben is de psychotische Amerikaanse onderneming, Mayflower Industries, gerund door een man-en-vrouw team bestaande uit Darwin Mayflower (Richard E. Grant) en Minerva Mayflower (Sandra Bernhard) en hun butler Alfred (Donald Burton). Het hoofdkantoor van de organisatie bevindt zich in de Esposizione Universale Roma (EUR) in Rome. Het bedrijf probeert de wereld over te nemen door het reconstrueren van de "La Macchina dell'Oro", een machine zogenaamd uitgevonden door Leonardo da Vinci (Stefano Molinari), die lood kan omvormen in goud. Voor de machine is er een speciale samenstelling van kristallen benodigd die verborgen zijn in een variëteit aan kunstwerken van Leonardo: de maquette van de Sforza, de Da Vinci Codex en een schaalmodel van de helikopter van de hand van Da Vinci.
Zuster Anna Baragli (Andie MacDowell), aanvankelijk zijn schaduw en later zijn toevlucht (en later interessant persoon vanwege verliefdheid), is een agent voor een geheim Vaticaanse contraspionage agentschap, welke een onverklaarbare regeling maakt met de CIA om te helpen bij het gedeelte van de missie van Hudson in Rome, maar blijkbaar de hele tijd van plan om de overval op de Sint-Pietersbasiliek te verijdelen.
Later wordt er een Mario Bros-poging gedaan om Hawk te doden in een ambulance, maar de chauffeur laat de ambulance crashen als gevolg van het steken van naalden in het gezicht van Antony door Hawk. Onmiddellijk daarna ontmoet Hawk CIA-hoofd George Kaplan (James Coburn) en zijn CIA-agenten: Snickers (Don Harvey), Kit Kat (David Caruso), Almond Joy (Lorraine Toussaint) en Butterfinger (Andrew Brynarski), die hem naar Darwin en Minerva Mayflower. Hawk steelt met succes de Da Vinci Codex uit een ander museum, maar uiteindelijk weigert hij het helikopterontwerp te stelen, en Tommy "Vijf-Tone" Messina (Danny Aiello), Hudsons vriend en partner, acteert zijn dood, zodat ze kunnen ontsnappen. Ze worden echter gevonden en aangevallen door de CIA-agenten. Kit Kat en Butterfinger nemen Anna naar het kasteel. Tommy laat Snickers struikelen, waardoor de bomdrager zich vastzuigt op diens hoofd. Hudson en Tommy ontsnappen terwijl Snickers en Almond Joy gedood worden als de bom afgaat.
De film bereikt het hoogtepunt op Leonardo's kasteel in een showdown tussen de overblijvende CIA-agenten, de Mayflowers, en het team van Hudson, Vijf-Tone en Baragli, waarin geprobeerd wordt de Mayflowers te stoppen met het succesvol in gebruik nemen van de machine, waarbij Kit Kat en Butterfingers worden verraden en gedood door Minerva. Tommy vecht met Darwin en Alfred in de limousine, terwijl Hudson met George Kaplan op het dak vecht. Hoewel Alfred gewond is springt hij uit de limousine en plaatst hij een bom op de motorkap van het voertuig, terwijl Tommy er in opgesloten zit. De wagen explodeert wanneer deze van een klif valt. Darwin en Minerva dwingen af dat Hawk het kristal samenstelt voor de machine, maar Hawk laat opzettelijk een klein stukje uit. Als gevolg hiervan, op het moment dat de Mayflowers de machine proberen, dat deze ontploft en Minerva doodt. In het gevecht dat volgt, wordt Darwin geëlektrocuteerd en Hawk vecht met Alfred, die uiteindelijk onthoofd wordt met zijn eigen messen. Hudson en Baragli ontsnappen aan het kasteel en ontdekken dat Tommy de crash heeft overleefd, dankzij airbags en sprinklers in de limousine. De film eindigt met Hudson die uiteindelijk van een cappuccino kan genieten.

## Rolverdeling
| Acteur               | Personage                                       |
| -------------------- | ----------------------------------------------- |
| Bruce Willis         | Eddie "Hudson Hawk" Hawkins                     |
| Danny Aiello         | Tommy "Five-Tone" Messina                       |
| Andie MacDowell      | Anna Baragli                                    |
| Richard E. Grant     | Darwin Mayflower                                |
| Sandra Bernhard      | Minerva Mayflower                               |
| James Coburn         | George Kaplan                                   |
| Donald Burton        | Alfred, de butler                               |
| Andrew Bryniarski    | Butterfinger                                    |
| David Caruso         | Kit Kat                                         |
| Lorraine Toussaint   | Almond Joy                                      |
| Don Harvey           | Snickers                                        |
| Douglas Brian Martin | Igg (als Doug Martin)                           |
| Steven M. Martin     | Ook (als Steve Martin)                          |
| Leonardo Cimino      | Kardinaal                                       |
| Frank Stallone       | Cesar Mario                                     |
| Carmine Zozzara      | Anthony Mario                                   |
| Stefano Molinari     | Leonardo da Vinci                               |
| Giselda Volodi       | Model Mona Lisa                                 |
| John Savident        | Veilingmeester                                  |
| Emily Eby            | Peppermint Patty                                |
| Courtenay Semel      | Courtney, brutaal meisje in museum              |
| Frank Welker         | Bunny the Dog, hond van de Mayflowers (stemrol) |
| William Conrad       | Verteller (stemrol)                             |